# Lizzy McAlpine
Elizabeth Catherine McAlpine (Filadélfia, 13 de dezembro de 1999), conhecida artisticamente por Lizzy McApline é uma cantora e compositora estadunidense. Considerada como uma das "estrelas do TikTok" por diversos veículos, suas composições normalmente pertencem ao gênero folk e suas variações, além de pop. Após graduar-se no ensino médio começou a estudar composição na Berklee College of Music; todavia, acabou resolvendo largar a graduação para dedicar-se a sua carreira. Ao todo, Lizzy possui dois álbum de estúdio, Give Me a Minute (2020) e Five Seconds Flat (2022), cuja canção "Ceilings', após tornar-se viral no TikTok, entrou no Billboard Hot 100 na posição 75, sendo a primeira da cantora a atingir o feito. Em Abril de 2023, a canção está na posição 53 no Spotify Chart globalmente, totalizando 8 semanas na lista.

## Infância e educação
Lizzy McAlpine cresceu em Narberth, Pensilvânia, nos subúrbios da Filadélfia. Ela escreve música desde que estava na 6ª série. E frequentou a Lower Merion High School, onde cantou em um grupo misto de Acappella e frequentou aulas de teatro.
Após deixar a escola, estudou composição na Berklee College of Music localizada em Boston antes de sair em seu primeiro ano para estudar música em tempo integral. Em abril de 2020, no início da pandemia de COVID-19, ela iniciou uma série de shows de streaming no Instagram #BerkleeAtHome.
O pai de McAlpine faleceu em meados de março de 2020. Ela escreveu a música "Headstones and Land Mines" sobre ele em seu primeiro álbum, Give Me A Minute (2020)., e dedicou a música "chemtrails" a ele em seu segundo álbum, Five Seconds Flat (2022).

## Carreira
Em 2018, McAlpine lançou seu primeiro EP, Indigo. Ela estudou na Espanha no outono de 2019, onde escreveu seu primeiro álbum de estúdio, Give Me a Minute. O álbum foi lançado em agosto de 2020, com aclamação da crítica. E foi transmitido milhões de vezes no Spotify e outros provedores de streaming digital. O Dallas Observer o nomeou como um dos melhores álbuns de 2020, e a BBC Media Center a chamou de "vocalista em ascensão". Em abril de 2021, McAlpine lançou um EP de 8 canções, When the World Stopped Moving: The Live EP. Ela fez sua estreia na programação televisiva noturna em 22 de novembro de 2021, cantando "Erase Me" no Jimmy Kimmel Live!.
McAlpine conquistou apoiadores do TikTok e do Instagram, com várias publicações chamando-a de "estrela do TikTok". Sua música inédita "You Ruined the 1975", postada em junho de 2020, possuía mais de 8 milhões de visualizações no TikTok em abril de 2021.
O lançamento de seu segundo álbum de estúdio, Five Seconds Flat, ocorreu em 8 de abril de 2022. O álbum estreou em quinto lugar na parada US Billboard Heatseekers, ao mesmo tempo em que alcançou a posição nove na Alternative New Artist Albums e número 19 na parada Top New Artist Albums. Uma canção do álbum, "Ceilings", se tornou viral no TikTok, tornando-se a música mais transmitida do álbum.
Após o lançamento de seu álbum, McAlpine anunciou sua primeira turnê em 2022.Em novembro de 2022, ela se apresentou no Tiny Desk Concert da NPR Music com a banda Tiny Habits como backing vocals. Os ouvintes da NPR a classificaram entre os 10 melhores shows do Tiny Desk de 2022. Sua turnê começa em abril de 2023, apresentando-se em vários países na Europa, além dos Estados Unidos.

## Estilo musical
Seu estilo musical foi descrito como "focado no folk", "folk-pop", e uma mistura de "jazz, pop e R&B". Algumas de suas colaborações em canções incluem Jacob Collier, Dodie, Tom Rosenthal, Ben Kessler, John Mayer, Finneas e Thomas Headon.

### Álbum de estúdio
| Título            | Detalhes                                                                | Posições nas tabelas | Posições nas tabelas | Posições nas tabelas |
| Título            | Detalhes                                                                | US                   | CAN                  | NLD                  |
| ----------------- | ----------------------------------------------------------------------- | -------------------- | -------------------- | -------------------- |
| Give Me a Minute  | - Lançamento: 13 de Agosto de 2020 - Gravadora: Harbour Artists & Music | —                    | —                    | —                    |
| Five Seconds Flat | - Lançamento: 8 de Abril de 2022 - Gravadora: AWAL                      | 145                  | 70                   | 38                   |

### EPs
| Título                                     | Detalhes                             |
| ------------------------------------------ | ------------------------------------ |
| Nice!                                      | - Lançamento: 31 de Agosto de 2016   |
| Indigo                                     | - Lançamento: 9 de Fevereiro de 2018 |
| When the World Stopped Moving: The Live EP | - Lançamento: 21 de Abril de 2021    |

### Singles

#### Como artista principal
| Título                               | Ano  | Posições nas tabelas | Posições nas tabelas | Posições nas tabelas | Posições nas tabelas | Posições nas tabelas | Posições nas tabelas | Posições nas tabelas | Posições nas tabelas | Posições nas tabelas | Posições nas tabelas | Certificações              | Álbum             |
| Título                               | Ano  | US                   | USRock               | AUS                  | CAN                  | IRE                  | NLD                  | NZ                   | SWE                  | UK                   | WW                   | Certificações              | Álbum             |
| ------------------------------------ | ---- | -------------------- | -------------------- | -------------------- | -------------------- | -------------------- | -------------------- | -------------------- | -------------------- | -------------------- | -------------------- | -------------------------- | ----------------- |
| "Bang"                               | 2018 | —                    | —                    | —                    | —                    | —                    | —                    | —                    | —                    | —                    | —                    |                            | Single sem álbum  |
| "Just Because"                       | 2019 | —                    | —                    | —                    | —                    | —                    | —                    | —                    | —                    | —                    | —                    |                            | Single sem álbum  |
| "Oops"                               | 2019 | —                    | —                    | —                    | —                    | —                    | —                    | —                    | —                    | —                    | —                    |                            | Single sem álbum  |
| "Apple Pie"                          | 2019 | —                    | —                    | —                    | —                    | —                    | —                    | —                    | —                    | —                    | —                    |                            | Give Me a Minute  |
| "Devil's Hold"                       | 2020 | —                    | —                    | —                    | —                    | —                    | —                    | —                    | —                    | —                    | —                    |                            | Single sem álbum  |
| "7PM" (com Lilacs.)                  | 2020 | —                    | —                    | —                    | —                    | —                    | —                    | —                    | —                    | —                    | —                    |                            | Single sem álbum  |
| "Over-the-Ocean Call"                | 2020 | —                    | —                    | —                    | —                    | —                    | —                    | —                    | —                    | —                    | —                    |                            | Give Me a Minute  |
| "False Art" (com Ben Kessler)        | 2020 | —                    | —                    | —                    | —                    | —                    | —                    | —                    | —                    | —                    | —                    |                            | Single sem álbum  |
| "Bored" (com Thomas Headon)          | 2021 | —                    | —                    | —                    | —                    | —                    | —                    | —                    | —                    | —                    | —                    |                            | Single sem álbum  |
| "I Think I" (com Ben Kessler)        | 2021 | —                    | —                    | —                    | —                    | —                    | —                    | —                    | —                    | —                    | —                    |                            | Single sem álbum  |
| "Doomsday"                           | 2021 | —                    | —                    | —                    | —                    | —                    | —                    | —                    | —                    | —                    | —                    |                            | Five Seconds Flat |
| "Erase Me" (com Jacob Collier)       | 2021 | —                    | —                    | —                    | —                    | —                    | —                    | —                    | —                    | —                    | —                    |                            | Five Seconds Flat |
| "All My Ghosts"                      | 2022 | —                    | —                    | —                    | —                    | —                    | —                    | —                    | —                    | —                    | —                    |                            | Five Seconds Flat |
| "Reckless Driving" (com Ben Kessler) | 2022 | —                    | —                    | —                    | —                    | —                    | —                    | —                    | —                    | —                    | —                    |                            | Five Seconds Flat |
| "Hate to Be Lame" (com Finneas)      | 2022 | —                    | —                    | —                    | —                    | —                    | —                    | —                    | —                    | —                    | —                    |                            | Five Seconds Flat |
| "Ceilings"                           | 2023 | 54                   | 5                    | 19                   | 29                   | 3                    | 34                   | 16                   | 62                   | 6                    | 29                   | - ARIA: Gold - BPI: Silver | Five Seconds Flat |

#### Como artista em destaque
| Title                                                                        | Year | Album            |
| ---------------------------------------------------------------------------- | ---- | ---------------- |
| "Never Gonna Be Alone" (Jacob Collier featuring Lizzy McAlpine e John Mayer) | 2022 | Single sem álbum |

### Participações especiais
| Ano  | Título                 | Colaboradores               |
| ---- | ---------------------- | --------------------------- |
| 2019 | "Train to Imperia"     | J.Pappas                    |
| 2019 | "Next to Me"           | CanVas and Avery Shandelman |
| 2019 | "Lately I've Been Sad" | Lilacs                      |
| 2020 | "Breathe Out"          | Mackenzie Day               |
| 2020 | "Head Trauma"          | nic violets and Brevin Kim  |
| 2020 | "St. Pancras"          | J.Pappas and Jxlen          |
| 2020 | "Hope" (acoustic)      | Tom Rosenthal               |
| 2022 | "Stayin' Alive"        | Scary Pockets               |